# Zamek w Łanowcach
Zamek w Łanowcach – zbudowano został w połowie XV w.

## Historia
W 1568 r. warownia została rozbudowana przez ówczesnego właściciela Sawę Jełowieckiego. Była to drewniana budowla obronna, która zniszczyły wojska kozackie podczas ich buntu w 1649 r. Następna warownia powstała w latach 1665-69. Ta z kolei nie stała zbyt długo, bo już w 1672 r. uległa częściowemu zniszczeniu przez wojska tureckie. Odremontowana, dotrwała do 1678 r., kiedy ponownie zniszczyli ją Turcy.

## Architektura
Zamek z XVII w. miał kształt trapezu, w narożach stały okrągłe, drewniane wieże a od strony północnej znajdowała się podwójna linia fos. Całość otaczały wały ziemne. Obecnie na wzgórzu widoczne są wały ziemne i fosy.